# Johannes Haider

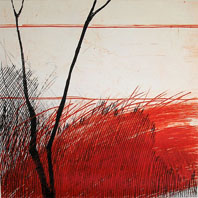
rotnews 08

Johannes Haider (* 21. Oktober 1954 in Eisenstadt, Burgenland; † 24. September 2014 in Oslip, Burgenland) war ein österreichischer Künstler. Neben der Malerei und dem Drucken von Radierungen beschäftigte er sich mit dem Errichten von Skulpturen im öffentlichen Raum und im eigenen Skulpturengarten.

## Biografie
Haider studierte an der Hochschule für Angewandte Kunst in Wien – Abschluss Mag.art. Zunächst Mitarbeiter bei Projekten – Gebrauchsgrafik für Theater, Bühne und Musik. 1993 gründet er die NN-fabrik in Oslip (A). Dieses Kunstunternehmen besteht aus Galerie, Skulpturengarten und Werkstätten und ist Produktionsstätte für bildende Kunst auf internationaler Ebene. Haiders Arbeiten werden seit Jahren auf internationalen Ausstellungen und Kunstmessen gezeigt.
- 1995/96 Staatspreis für den Wirtschaftsfilm „Genesis einer Kunstfabrik“ mit WAKO Film
- Maecenas-Preis 1998 für „Walter Koschatzky-Preis“ zur Verwirklichung einer ganzheitlichen Buchidee mit der Lenz Moser AG
- 1999 „Zwischenwalzer“ Bildhauerische Positionen aus der Schweiz in Eisenstadt
- 1999 „o tópos“ vor dem MAK in Wien
- 2000 „SchirmHerrschaft“ in Eisenstadt Künstler gestalten Sonnenschirme
- Skulpturengarten der NN-fabrik ständige Betreuung und Erweiterung
- 2003 Kunst am Bau – Erster Preis für die Gestaltung der Kreuzung B50/B52 in Eisenstadt – wurde 2003 realisiert
- „Bananensplitt“ Bananensprengung in Trier mit Pavel Schmidt (CH) / Thomas Baumgärtel (D)
- Kurator für „Graphik aus dem Burgenland“ 16. Triennale für Graphik in Grenchen (CH)
- 2007 „DAS WORT STEHT AUF DER WIESE“ Skulpturengarten Oslip
- 2007 „DAS WORT STEHT AUF DEM BERG“ Skulpturenwanderweg „Weg der Sinne“ Grafenast – Schwaz/Tirol

Haider lebte und arbeitete im österreichischen Oslip.

## Ausstellungen 1995–2008 (Auswahl)
- Graphik Biennale, Udine (I)
- Europäisches Kulturzentrum Galerie Villa Rolandseck, Rosemarie Bassi – Bonn (D)
- Centro Cultural Banco do Brasil, Rio de Janeiro (BRA)
- Centro Cultural, Belo Horizonte (BRA)
- Galerie Wolfrum, Wien (A)
- Galerie G, Judenburg (A)
- St‘art, Strasbourg (F)
- Contempo Galerie, mit Christoph Rihs, Grenchen (CH)
- Rabalderhaus, Schwaz in Tirol (A)
- „Festival del Lago“ Museo laboratorio delle Arti Contemporanee, Universitá della Tuscia Montefiascone (I)
- Grafik Triennale in Grenchen (CH)
- 25 Jahre Galerie Depelmann, Hannover (D)
- „Zuwächse“ Neuerwerbungen der Marianne und Heinrich Lenhardt Stiftung für die Grafische Sammlung der Pfalzgalerie, Kaiserslautern, (D)
- „Energon“ Galerie KunstReich, Bad Tatzmannsdorf (A)
- Grafikausstellung des Landes Burgenland, Land Südtirol (Gruppenausstellung), Landesgalerie (A)
- “Grafik aus dem Burgenland”, Parlament Wien
- Galerie Exner, Wien
- Lange Nacht der Kunst, „Johannes Haider und internationale Kunst aus der NN-fabrik“ Schorndorf bei Stuttgart (D)
- Galerie am Berg – Grafenast, Schwaz in Tirol (A)
- Kunst und Antiquitätenmesse, Deichtorhallen – Hamburg (D) mit Galerie Depelmann
- fine arts Köln
- art bodensee, Dornbirn (I) mit Galerie Depelmann
- Galerie Plank – Wien (A)
- Ausstellung  Galerie Angerer – Vomperbach / Tirol (A)
- Hamburg Kunstmesse Deichtorhallen
- DAS – Generaldirektion Wien (A)
- Berliner Liste (D)
- Art Karlsruhe (D)